# Марк Атілій Регул (консул 294 року до н. е.)
Марк Аті́лій Регу́л (лат. Marcus Atilius Regulus; ? — після 290 до н. е.) — політичний та військовий діяч Римської республіки, консул 294 року до н. е.

## Життєпис
Походив з впливового плебейського роду Атіліїв. Син Марка Атілія Регула Калена, консула 335 року до н. е. Про молоді роки немає відомостей. 
У 294 році до н. е. його було обрано консулом разом з Луцієм Постумієм Мегеллом. Під час своєї каденції воював із самнітами за володіння Апулією. Спочатку тяжкі бої точилися біля міста Луцерія, де римляни завдали поразки ворогам. Вирішальна битва відбулася біля міста Інтерамна (сучасне Піньятаро-Інтерамна). Тут Атілій вщент розбив самнітів. За цю звитягу він отримав тріумф.
У 293 році до н. е. Регул став претором. Подальша доля його невідома.

## Родина
- Марк Атілій Регул, консул 267 та 256 років до н. е.
- Гай Атілій Регул, консул 257 та 250 років до н. е.